# Grand Prix Formule 1 van Frankrijk

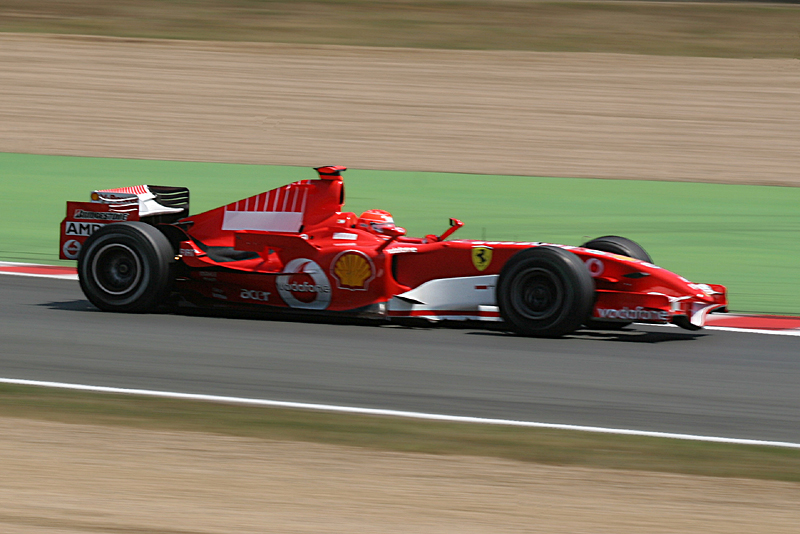
Achtvoudig winnaar van de grand prix Michael Schumacher in 2006.

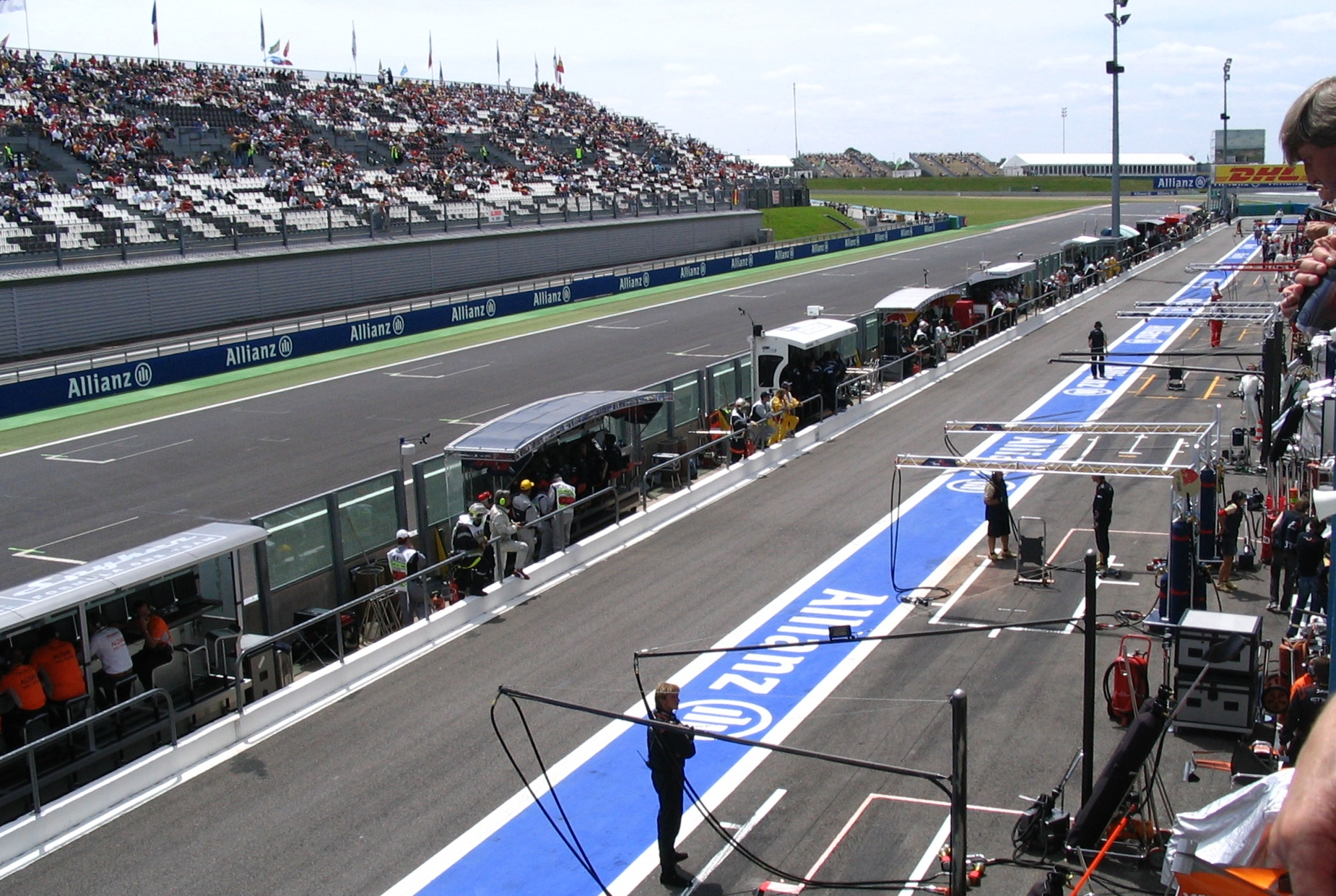
De pitstraat van Magny-Cours.

De Grand Prix van Frankrijk is een race uit het Formule 1 kampioenschap die jaarlijks gehouden werd, sinds de start van het Formule 1 kampioenschap in 1950 tot 2008 en tussen 2018 en 2022, met uitzondering van 1955, naar aanleiding van de ramp tijdens de 24 uur van Le Mans dat jaar.
In 2008 werd er voor het laatst een Grand Prix gehouden op het Circuit de Nevers Magny-Cours, waarna de race niet meer werd georganiseerd vanwege 'economische redenen'. In december 2016 werd aangekondigd dat de race vanaf 2018 terugkeert op de kalender op het Circuit Paul Ricard, waar de race tussen 1971 en 1990 al veertien keer werd gehouden.
Michael Schumacher is met acht overwinningen recordhouder van de grand prix. Alain Prost won zijn thuiswedstrijd zes keer.

## Winnaars van de Grands Prix
- Een roze achtergrond geeft aan dat deze race onderdeel was van de grand prix-seizoenen tot 1949.

| Jaar        | Coureur                                                  | Constructeur                                             | Locatie                                                  | Verslag                                                  |
| ----------- | -------------------------------------------------------- | -------------------------------------------------------- | -------------------------------------------------------- | -------------------------------------------------------- |
| 2023        | Grand Prix niet verreden.                                | Grand Prix niet verreden.                                | Grand Prix niet verreden.                                | Grand Prix niet verreden.                                |
| 2022        | Max Verstappen                                           | Red Bull Racing-RBPT                                     | Paul Ricard                                              | Verslag                                                  |
| 2021        | Max Verstappen                                           | Red Bull Racing-Honda                                    | Paul Ricard                                              | Verslag                                                  |
| 2020        | Grand Prix afgelast vanwege de coronapandemie.           | Grand Prix afgelast vanwege de coronapandemie.           | Grand Prix afgelast vanwege de coronapandemie.           | Grand Prix afgelast vanwege de coronapandemie.           |
| 2019        | Lewis Hamilton                                           | Mercedes                                                 | Paul Ricard                                              | Verslag                                                  |
| 2018        | Lewis Hamilton                                           | Mercedes                                                 | Paul Ricard                                              | Verslag                                                  |
| 2017 - 2009 | Grand Prix niet verreden.                                | Grand Prix niet verreden.                                | Grand Prix niet verreden.                                | Grand Prix niet verreden.                                |
| 2008        | Felipe Massa                                             | Ferrari                                                  | Magny-Cours                                              | Verslag                                                  |
| 2007        | Kimi Räikkönen                                           | Ferrari                                                  | Magny-Cours                                              | Verslag                                                  |
| 2006        | Michael Schumacher                                       | Ferrari                                                  | Magny-Cours                                              | Verslag                                                  |
| 2005        | Fernando Alonso                                          | Renault                                                  | Magny-Cours                                              | Verslag                                                  |
| 2004        | Michael Schumacher                                       | Ferrari                                                  | Magny-Cours                                              | Verslag                                                  |
| 2003        | Ralf Schumacher                                          | Williams-BMW                                             | Magny-Cours                                              | Verslag                                                  |
| 2002        | Michael Schumacher                                       | Ferrari                                                  | Magny-Cours                                              | Verslag                                                  |
| 2001        | Michael Schumacher                                       | Ferrari                                                  | Magny-Cours                                              | Verslag                                                  |
| 2000        | David Coulthard                                          | McLaren-Mercedes                                         | Magny-Cours                                              | Verslag                                                  |
| 1999        | Heinz-Harald Frentzen                                    | Jordan-Mugen-Honda                                       | Magny-Cours                                              | Verslag                                                  |
| 1998        | Michael Schumacher                                       | Ferrari                                                  | Magny-Cours                                              | Verslag                                                  |
| 1997        | Michael Schumacher                                       | Ferrari                                                  | Magny-Cours                                              | Verslag                                                  |
| 1996        | Damon Hill                                               | Williams-Renault                                         | Magny-Cours                                              | Verslag                                                  |
| 1995        | Michael Schumacher                                       | Benetton-Renault                                         | Magny-Cours                                              | Verslag                                                  |
| 1994        | Michael Schumacher                                       | Benetton-Ford                                            | Magny-Cours                                              | Verslag                                                  |
| 1993        | Alain Prost                                              | Williams-Renault                                         | Magny-Cours                                              | Verslag                                                  |
| 1992        | Nigel Mansell                                            | Williams-Renault                                         | Magny-Cours                                              | Verslag                                                  |
| 1991        | Nigel Mansell                                            | Williams-Renault                                         | Magny-Cours                                              | Verslag                                                  |
| 1990        | Alain Prost                                              | Ferrari                                                  | Paul Ricard                                              | Verslag                                                  |
| 1989        | Alain Prost                                              | McLaren-Honda                                            | Paul Ricard                                              | Verslag                                                  |
| 1988        | Alain Prost                                              | McLaren-Honda                                            | Paul Ricard                                              | Verslag                                                  |
| 1987        | Nigel Mansell                                            | Williams-Honda                                           | Paul Ricard                                              | Verslag                                                  |
| 1986        | Nigel Mansell                                            | Williams-Honda                                           | Paul Ricard                                              | Verslag                                                  |
| 1985        | Nelson Piquet                                            | Brabham-BMW                                              | Paul Ricard                                              | Verslag                                                  |
| 1984        | Niki Lauda                                               | McLaren-TAG                                              | Dijon-Prenois                                            | Verslag                                                  |
| 1983        | Alain Prost                                              | Renault                                                  | Paul Ricard                                              | Verslag                                                  |
| 1982        | René Arnoux                                              | Renault                                                  | Paul Ricard                                              | Verslag                                                  |
| 1981        | Alain Prost                                              | Renault                                                  | Dijon-Prenois                                            | Verslag                                                  |
| 1980        | Alan Jones                                               | Williams-Ford                                            | Paul Ricard                                              | Verslag                                                  |
| 1979        | Jean-Pierre Jabouille                                    | Renault                                                  | Dijon-Prenois                                            | Verslag                                                  |
| 1978        | Mario Andretti                                           | Lotus-Ford                                               | Paul Ricard                                              | Verslag                                                  |
| 1977        | Mario Andretti                                           | Lotus-Ford                                               | Dijon-Prenois                                            | Verslag                                                  |
| 1976        | James Hunt                                               | McLaren-Ford                                             | Paul Ricard                                              | Verslag                                                  |
| 1975        | Niki Lauda                                               | Ferrari                                                  | Paul Ricard                                              | Verslag                                                  |
| 1974        | Ronnie Peterson                                          | Lotus-Ford                                               | Dijon-Prenois                                            | Verslag                                                  |
| 1973        | Ronnie Peterson                                          | Lotus-Ford                                               | Paul Ricard                                              | Verslag                                                  |
| 1972        | Jackie Stewart                                           | Tyrrell-Ford                                             | Charade                                                  | Verslag                                                  |
| 1971        | Jackie Stewart                                           | Tyrrell-Ford                                             | Paul Ricard                                              | Verslag                                                  |
| 1970        | Jochen Rindt                                             | Lotus-Ford                                               | Charade                                                  | Verslag                                                  |
| 1969        | Jackie Stewart                                           | Matra-Ford                                               | Charade                                                  | Verslag                                                  |
| 1968        | Jacky Ickx                                               | Ferrari                                                  | Rouen-les-Essarts                                        | Verslag                                                  |
| 1967        | Jack Brabham                                             | Brabham-Repco                                            | Circuit Bugatti                                          | Verslag                                                  |
| 1966        | Jack Brabham                                             | Brabham-Repco                                            | Reims-Gueux                                              | Verslag                                                  |
| 1965        | Jim Clark                                                | Lotus-Climax                                             | Charade                                                  | Verslag                                                  |
| 1964        | Dan Gurney                                               | Brabham-Climax                                           | Rouen-les-Essarts                                        | Verslag                                                  |
| 1963        | Jim Clark                                                | Lotus-Climax                                             | Reims-Gueux                                              | Verslag                                                  |
| 1962        | Dan Gurney                                               | Porsche                                                  | Rouen-les-Essarts                                        | Verslag                                                  |
| 1961        | Giancarlo Baghetti                                       | Ferrari                                                  | Reims-Gueux                                              | Verslag                                                  |
| 1960        | Jack Brabham                                             | Cooper-Climax                                            | Reims-Gueux                                              | Verslag                                                  |
| 1959        | Tony Brooks                                              | Ferrari                                                  | Reims-Gueux                                              | Verslag                                                  |
| 1958        | Mike Hawthorn                                            | Ferrari                                                  | Reims-Gueux                                              | Verslag                                                  |
| 1957        | Juan Manuel Fangio                                       | Maserati                                                 | Rouen-les-Essarts                                        | Verslag                                                  |
| 1956        | Peter Collins                                            | Ferrari                                                  | Reims-Gueux                                              | Verslag                                                  |
| 1955        | Grand Prix niet verreden.                                | Grand Prix niet verreden.                                | Grand Prix niet verreden.                                | Grand Prix niet verreden.                                |
| 1954        | Juan Manuel Fangio                                       | Mercedes                                                 | Reims-Gueux                                              | Verslag                                                  |
| 1953        | Mike Hawthorn                                            | Ferrari                                                  | Reims-Gueux                                              | Verslag                                                  |
| 1952        | Alberto Ascari                                           | Ferrari                                                  | Rouen-les-Essarts                                        | Verslag                                                  |
| 1951        | Luigi Fagioli Juan Manuel Fangio                         | Alfa Romeo                                               | Reims-Gueux                                              | Verslag                                                  |
| 1950        | Juan Manuel Fangio                                       | Alfa Romeo                                               | Reims-Gueux                                              | Verslag                                                  |
| 1949        | Louis Chiron                                             | Talbot-Lago                                              | Reims-Gueux                                              | Verslag                                                  |
| 1948        | Jean-Pierre Wimille                                      | Alfa Romeo                                               | Reims-Gueux                                              | Verslag                                                  |
| 1947        | Louis Chiron                                             | Talbot-Lago                                              | Lyons-Parilly                                            | Verslag                                                  |
| 1946 - 1940 | Grand Prix niet verreden vanwege de Tweede Wereldoorlog. | Grand Prix niet verreden vanwege de Tweede Wereldoorlog. | Grand Prix niet verreden vanwege de Tweede Wereldoorlog. | Grand Prix niet verreden vanwege de Tweede Wereldoorlog. |
| 1939        | Hermann Paul Müller                                      | Auto-Union                                               | Reims-Gueux                                              | Verslag                                                  |
| 1938        | Manfred von Brauchitsch                                  | Mercedes-Benz                                            | Reims-Gueux                                              | Verslag                                                  |
| 1937 1936   | Grand Prix niet verreden.                                | Grand Prix niet verreden.                                | Grand Prix niet verreden.                                | Grand Prix niet verreden.                                |
| 1935        | Rudolf Caracciola                                        | Mercedes-Benz                                            | Linas-Montlhéry                                          | Verslag                                                  |
| 1934        | Louis Chiron                                             | Alfa Romeo                                               | Linas-Montlhéry                                          | Verslag                                                  |
| 1933        | Giuseppe Campari                                         | Maserati                                                 | Linas-Montlhéry                                          | Verslag                                                  |
| 1932        | Tazio Nuvolari                                           | Alfa Romeo                                               | Reims-Gueux                                              | Verslag                                                  |
| 1931        | Louis Chiron Giuseppe Campari                            | Bugatti                                                  | Linas-Montlhéry                                          | Verslag                                                  |
| 1930        | Philippe Étancelin                                       | Bugatti                                                  | Pau                                                      | Verslag                                                  |
| 1929        | William Grover-Williams                                  | Bugatti                                                  | La Sarthe                                                | Verslag                                                  |
| 1928        | Grand Prix niet verreden.                                | Grand Prix niet verreden.                                | Grand Prix niet verreden.                                | Grand Prix niet verreden.                                |
| 1927        | Robert Benoist                                           | Delage                                                   | Linas-Montlhéry                                          | Verslag                                                  |
| 1926        | Jules Goux                                               | Bugatti                                                  | Miramas                                                  | Verslag                                                  |
| 1925        | Robert Benoist Albert Divo                               | Delage                                                   | Linas-Montlhéry                                          | Verslag                                                  |
| 1924        | Giuseppe Campari                                         | Alfa Romeo                                               | Lyon                                                     | Verslag                                                  |
| 1923        | Henry Segrave                                            | Sunbeam                                                  | Tours                                                    | Verslag                                                  |
| 1922        | Felice Nazzaro                                           | Fiat                                                     | Strasbourg                                               | Verslag                                                  |
| 1921        | Jimmy Murphy                                             | Duesenberg                                               | La Sarthe                                                | Verslag                                                  |
| 1920 - 1915 | Grand Prix niet verreden vanwege de Eerste Wereldoorlog. | Grand Prix niet verreden vanwege de Eerste Wereldoorlog. | Grand Prix niet verreden vanwege de Eerste Wereldoorlog. | Grand Prix niet verreden vanwege de Eerste Wereldoorlog. |
| 1914        | Christian Lautenschlager                                 | Mercedes                                                 | Lyon                                                     | Verslag                                                  |
| 1913        | Georges Boillot                                          | Peugeot                                                  | Amiens                                                   | Verslag                                                  |
| 1912        | Georges Boillot                                          | Peugeot                                                  | Dieppe                                                   | Verslag                                                  |
| 1911 - 1909 | Grand Prix niet verreden.                                | Grand Prix niet verreden.                                | Grand Prix niet verreden.                                | Grand Prix niet verreden.                                |
| 1908        | Christian Lautenschlager                                 | Mercedes                                                 | Dieppe                                                   | Verslag                                                  |
| 1907        | Felice Nazzaro                                           | Fiat                                                     | Dieppe                                                   | Verslag                                                  |
| 1906        | Ferenc Szisz                                             | Renault                                                  | La Sarthe                                                | Verslag                                                  |
| 1894        | Jules-Albert de Dion                                     | De Dion-Bouton                                           | Publieke wegen                                           | Verslag                                                  |

1906 · 1907 · 1908 · 1912 · 1913 · 1914 · 1921 · 1922 · 1923 · 1924 · 1925 · 1926 · 1927 · 1928 · 1929 · 1930 · 1931 · 1932 · 1933 · 1934 · 1935 · 1936 · 1937 · 1938 · 1939 · 1947 · 1948 · 1949 · 1950 · 1951 · 1952 · 1953 · 1954 · 1956 · 1957 · 1958 · 1959 · 1960 · 1961 · 1962 · 1963 · 1964 · 1965 · 1966 · 1967 · 1968 · 1969 · 1970 · 1971 · 1972 · 1973 · 1974 · 1975 · 1976 · 1977 · 1978 · 1979 · 1980 · 1981 · 1982 · 1983 · 1984 · 1985 · 1986 · 1987 · 1988 · 1989 · 1990 · 1991 · 1992 · 1993 · 1994 · 1995 · 1996 · 1997 · 1998 · 1999 · 2000 · 2001 · 2002 · 2003 · 2004 · 2005 · 2006 · 2007 · 2008 · 2018 · 2019 · 2021 · 2022